# Castillo de los Luna (Mesones de Isuela)

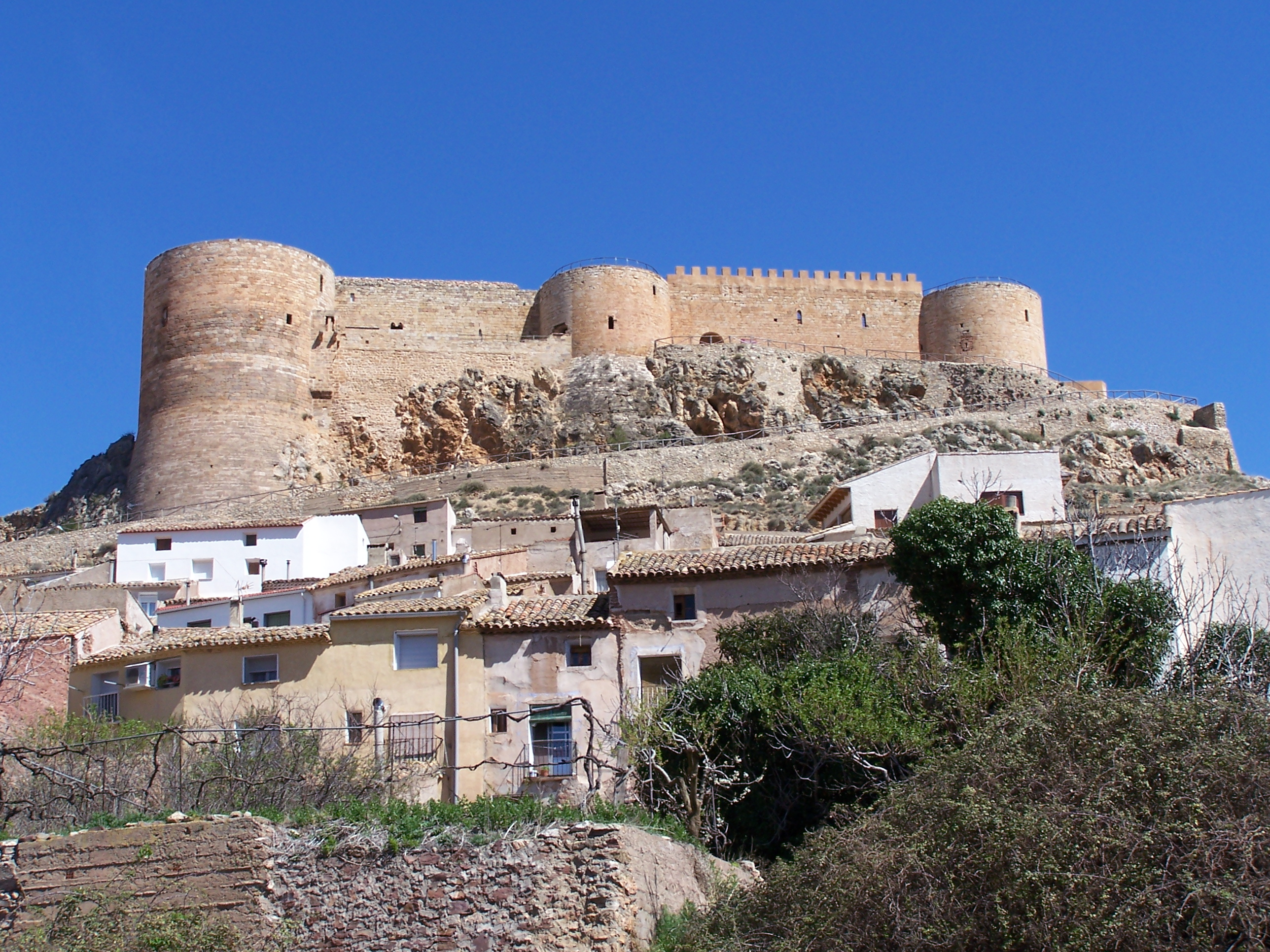
Otra vista del castillo

El castillo de los Luna de Mesones de Isuela o simplemente castillo de Mesones de Isuela que se encuentra en lo alto de un pueyo rocoso sobre la localidad de Mesones de Isuela (Aranda), es uno de los castillos de mayor superficie de Aragón. Perteneció a los templarios y a la casa de Luna.
La primera referencia que hay al castillo es la donación de Sancha de Abiego a los templarios en 1175. La Orden del Temple lo conservó hasta el fin de su existencia.

## Historia
En el siglo XIV era de los Fernández de Luna. El arzobispo de Zaragoza Lope Fernández de Luna mandó construir el edificio que hoy se puede ver y lo cedió en su testamento junto con los pueblos de Tierga, Jarque de Moncayo, Sestrica, Nigüella y Lucena de Jalón a su hermana Toda. Cuando murió el arzobispo Lope Fernández de Luna en el año 1382 el castillo fue casi abandonado. Pasó a manos de los Ximénez de Urrea a la muerte de Toda.

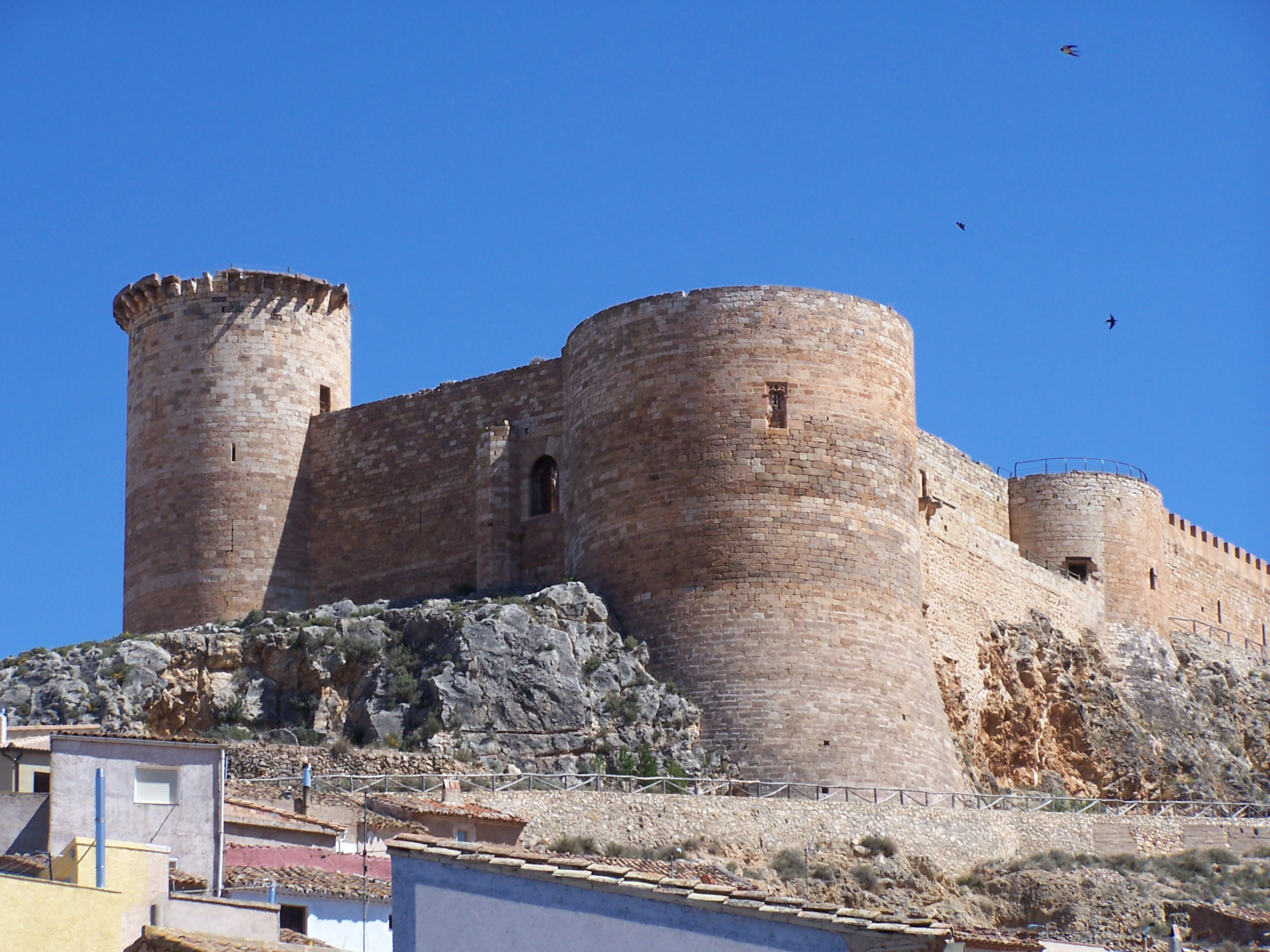
Vista norte

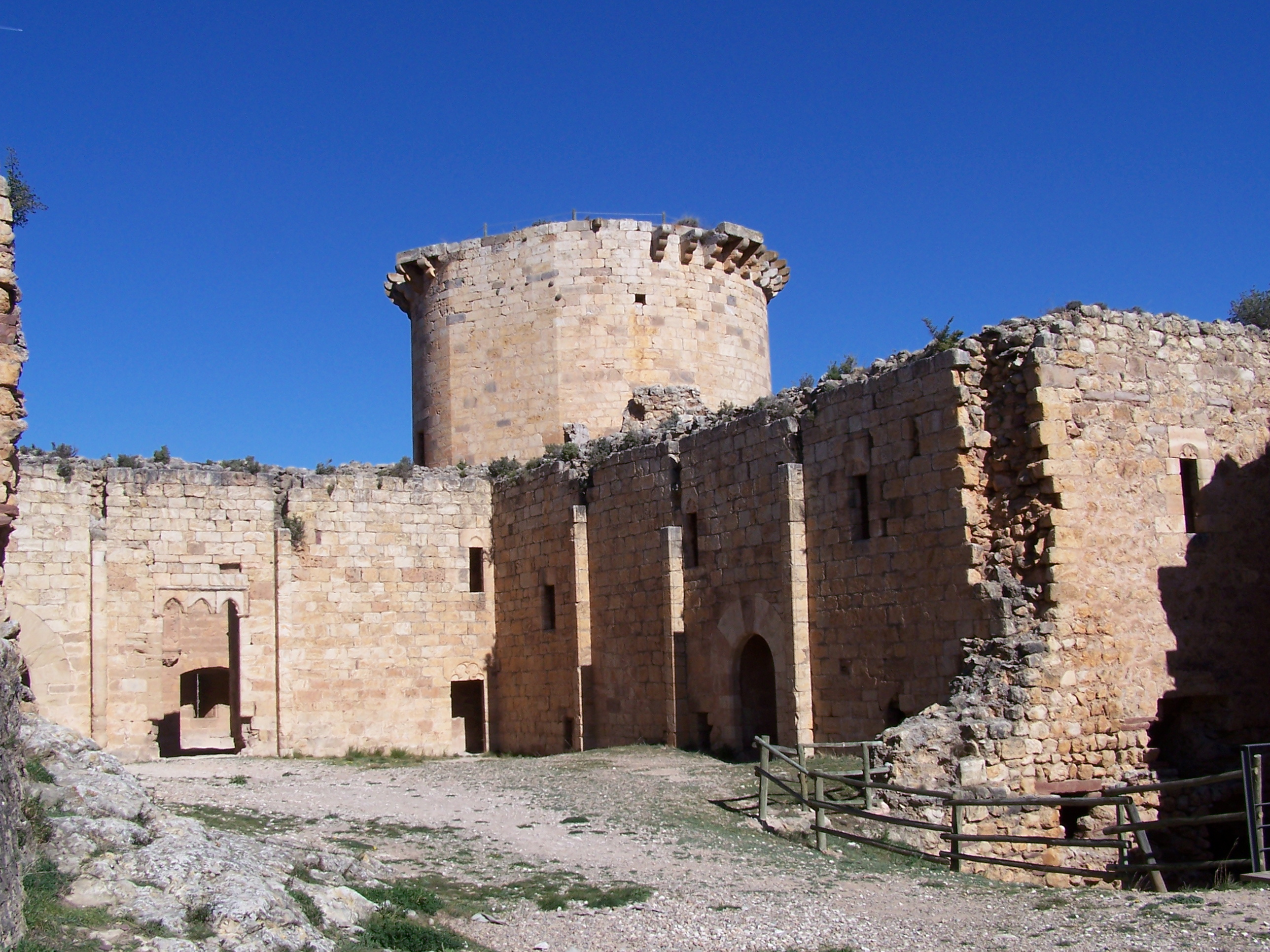
Plaza de armas

La fortaleza de Mesones de Isuela está levantada en piedra caliza y consta de planta rectangular cuyo perímetro está jalonado por seis torreones, uno en cada ángulo y dos en la mitad de los lados mayores, de planta circular al exterior y poligonal al interior articulados en dos pisos separados por piso de madera y apoyados sobre arco de medio punto sobre ménsulas.

## Descripción
La Torre 1, situada en el extremo sureste, carece de piso superior.
En la Torre 2, situada en el extremo noreste, la planta superior hace de capilla y el piso inferior sirve de cripta.
La Torre 3, situada en la parte central del flanco norte, tenía acceso en alto. Mirando al patio tiene adosados dos fragmentos de muros que se prolongarían hasta la torre de enfrente.
La Torre 4, situada en el extremo noroeste, alcanza los 15 metros desde el nivel del patio. En el piso inferior abre la puerta de acceso, dos miradores al exterior y la puerta que da a la caja de escaleras por las que se accede al segundo piso. En éste, abren también otros dos miradores, una puerta que comunica con el adarve norte y otra a las escaleras que conducen hasta la azotea de la torre y al paseador oeste.
La Torre 5, situada en el extremo suroeste, es de planta circular al exterior y cuadrada al interior. Se conserva tan solo la planta baja y tres puertas en arco de medio punto, de las cuales una comunica con un mirador corrido. En el muro suroeste se dispuso un oratorio particular cubierto por bóveda de crucería sencilla abierta a la sala con un arco apuntado.
La Torre 6, situada en el centro del muro sur, está levantada sobre una planta circular al exterior y octogonal al interior cubierta por bóveda de paños. Está comunicada mediante un mirador corrido sobre el muro sur con la torre anterior.
El interior la fortaleza se halla dividida en dos partes diferenciadas y articuladas por dos patios abiertos. En la parte oriental se concentraban las estancias defensivas en torno a un gran patio de planta cuadrada delimitado por las torres 1, 2, 3 y 6.
En la parte sur, debió estar proyectado un pórtico que apearía sobre arcos y éstos sobre ménsulas decoradas con motivos escultóricos de carácter vegetal, animal y antropomorfos. Al norte se abrieron dos grandes estancias abovedadas y separadas por un muro abierto por tres arcos apuntados sobre las que se quiso situar otra sala, a juzgar por la señal que queda en el suelo del basamento de un muro.
En el lado occidental se disponía la residencia palaciega y de servicios, cuyas estancias están adosadas a los lienzos de la fortaleza, norte, sur y oeste, y se articulan mediante la apertura a un patio de planta cuadrada abierto en su lado este.
Al norte se situaron tres dependencias de servicio, abiertas al exterior por medio de miradores en arco rebajado, las dos primeras comunicadas entre sí y la tercera comunicada con la torre noroeste, a la que se accede desde el patio por medio de un corredor. Esta última estancia es un cubículo descubierto bajo el cual se encuentra el aljibe.
Al oeste se encuentra la Sala Mayor, de planta rectangular y la de mayores proporciones, cubriéndose con un sistema de arcos de medio punto con dovelas biseladas, sobre ménsulas. Comunica con el patio mediante dos puertas, la central compuesta por tres piezas talladas en arco apuntado con tracerías góticas, todo enmarcado por un alfiz de perfil achatado. La segunda, abierta a la izquierda, abre en arco ligeramente apuntado coronado en su clave con un escudo de don Lope.
Al sur se situaron las habitaciones de la residencia palaciega. La sala, abierta al patio por un acceso simple, consta de una planta trapezoidal cubierta por bóveda de cañón sobre arcos fajones apuntados que apean en ménsulas decoradas con motivos escultóricos.
En el interior del torreón del extremo nordeste, la denominada Torre 2, se habilitó la capilla del castillo cubierta por la techumbre de madera de estilo mudéjar y decorada con pinturas al temple de estilo italogótico de gran belleza. La capilla fue ampliada en 1680 con una pequeña nave.
En conjunto el castillo de Mesones de Isuela constituye un ejemplar único dentro de la arquitectura militar aragonesa, su regularidad y unidad estructural junto con sus monumentales proporciones hacen de la fortaleza un ejemplo que se aparta del modelo regional. La modificación del terreno para conseguir la simetría y la regularidad, la articulación de los espacios interiores en torno a patios, así como la fusión de espacios claramente marcados por la función defensiva junto con las estancias de la residencia palaciega nos lleva a establecer relaciones con modelos de influencia gótica italiana tales como Valderrobres o Mora de Rubielos.
Declarado monumento nacional en 1931.